# Vanessa Villela
Vanessa Villela, właściwie Vanessa Quiñones Romo (ur. 28 stycznia 1978 w Meksyku) – meksykańska aktorka telewizyjna i filmowa.

## Wybrana filmografia
- 1991: Muchachitas
- 1997: Amada enemiga
- 1998: Krople miłości jako Naida
- 1999: Romántica Obsesión jako Leticia
- 2000: Ellas, inocentes o culpables jako Cristina
- 2000-2001: Miłość inna niż mówią (El amor no es como lo pintan) jako Cynthia Rico
- 2001: Lo que callamos las mujeres jako kochanka Julio
- 2002: Súbete a mi moto jako Renata
- 2003: Un nuevo amor jako Karina
- 2005: Prawo pożądania (El Cuerpo del Deseo) jako Ángela Donoso
- 2005: Tres jako Jacinda
- 2006: Miłość na sprzedaż (Amores de mercado) jako Raquel/ Monica Savater
- 2010-2011: Eva Luna jako Victoria Arismendi
- 2011-2012: Pokojówka na Manhattanie (Una Maid en Manhattan) jako Sara Montero